# Kirovsk (Leningradská oblast)
Kirovsk (rusky Кировск) je město v Leningradské oblasti v Ruské federaci. Při sčítání lidu v roce 2010 měl přes pětadvacet tisíc obyvatel.

## Poloha a doprava
Kirovsk leží na levém, východním břehu Něvy sedm kilometrů jihozápadně od Ladožského jezera. Od Petrohradu, správního střediska oblasti, je vzdálen přibližně třicet kilometrů východně. Bližším městem je Šlisselburg přibližně devět kilometrů severovýchodně.
Severně od obce prochází dálnice R21 z Petrohradu přes Petrozavodsk a Mončegorsk do Koly.

## Dějiny
Město bylo založeno v roce 1929 pod jménem Něvdubstroj (Невдубстрой) z popudu sovětského státníka Sergeje Mironoviče Kirova, aby sloužilo nedaleké budované Dubrovské tepelné elektrárně, která byla do provozu uvedena v roce 1933 a elektřinou zásobovala především Petrohrad.
Za druhé světové války probíhaly v lednu 1943 nedaleko města v rámci snahy o prolomení obležení Leningradu prudké boje mezi Rudou armádou a německou armádou, které od roku 1985 připomíná zvláštní muzeum.
V roce 1953 byl Něvdubstroj povýšen na město a zároveň přejmenován na Kirovsk k poctě Kirova, podle kterého se už od roku 1934 jmenovala elektrárna.

### Rodáci
- Dmitrij Cvetkov (* 1983), orientační běžec